# Hanna Weseliusová
Hanna Weseliusová (nepřechýleně Hanna Weselius; * 1972 v Kajaani ) je finská spisovatelka, fotografka a doktorka umění. V roce 2016 její debutový román Alma! (WSOY) vyhrál literární ocenění Helsingin Sanomien kirjallisuuspalkinto. Weseliusová také získala za svou práci cenu Fire Carrier. Její druhý román Sateenkaariportaat (WSOY), vyšel v lednu 2021.